# Iglesia de la Recoleta Franciscana
La iglesia y convento de la Recoleta Franciscana es un templo católico ubicado en la comuna de Recoleta de la ciudad de Santiago, Chile. El 24 de julio de 1973 fue declarada Monumento Nacional.

## Historia
Los franciscanos llegados a Chile recibieron como donación un terreno en La Chimba, donde se erigió el convento e iglesia de la Recolección Franciscana a mediados del siglo XVII.
El terremoto de 1730 afectó seriamente la iglesia, que debió ser reconstruida.
En 1817 fue utilizada para albergar al Ejército Libertador.
En 1845 el padre Vicente Crespo inició su reconstrucción a cargo del arquitecto Antonio Vidal.
Fray Andresito fue la figura emblemática de la reconstrucción de la Recoleta Franciscana, ayudando a recolectar fondos para que se pudiera llevar a cabo.

Recoleta Franciscana. — El convento de la Recoleta franciscana, situado al Norte del Mapocho, a una cuadra del puente de madera, cuenta ya con más de cien años de existencia, i en la actualidad tiene 58 relijiosos; 16 de ellos son sacerdotes, un corista, 7 legos, 15 postulantes i 10 hermanos donados. Tiene conventos dependientes en Valparaiso, en Rengo i en la Angostura. En Santiago tiene una iglesia de tres naves, en cuya fachada, que cae para la plazuela de su nombre, se eleva una elegante torrecita de construction moderna, que contiene un reloj. Los cláustros de este convento son notables por su mucha estension i por la abundante i variada plantacion de árboles que se enecuentra en ellos. Los devotos los prefieren siempre cuando se trata de tomar lo que se llama « una encerrona mística, » o sea, ejercicios espirituales. (sic.)
Recaredo Santos Tornero, Chile Ilustrado, 1872. Librerías i Ajencias del Mercurio. Pág. 42